# Жайнаков, Апаз Нурдинович
Апаз (Апас) Нурдинович Жайнаков (кирг. Апаз (Апас) Нурдинович Жайнаков; 6 марта 1960 с. Ак-Сай (по другим данным в с. Самаркандыке), Баткенский район, Ошская область, Киргизская ССР — 9 октября 2013, Баткен, Кыргызстан) — киргизский баянист, мелодист, певец. Народный артист Кыргызстана (2003).

## Биография
Родился в семье работников сельского хозяйства. После окончания школы и профессионального технического училища в селе Самаркандык был призван в армию и два года служил в составе Центральной группы войск в Чехословакии. Демобилизовавшись дважды пытался поступить на музыкально-педагогический факультет Ошского педагогического института, но неудачно, в связи с чем, вернувшись в село, работал электриком в совхозе.
В 1982 году женился, вырастил троих сыновей и дочь.
Однако, стремление к музыке и пению у Жайнакова не проходило и он два года занимался вокалом в студии при Киргизской национальной филармонии. Считается, что значительный вклад в становление Жайнакова как музыканта внёс народный артист Киргизии Улукмырзы Полотов.
В конечном итоге его мечта о высшем образовании стала реальностью — он смог поступить в Киргизский институт искусств имени Б. Бейшеналиевой, который и окончил в 1985 году.
После вуза некоторое время работал в детском саду, потом перешёл в Дом культуры в городе Баткене.
Обрёл популярность как композитор-мелодист в 1990-е годы, уже после становления Кыргызстана независимым государством, когда Апаз Жайнаков много ездил по стране с выступлениями.
Наиболее известной является его музыка к песням: «Кыргыз жери» («Киргизская земля»), «Өрүкзарга кетели», «Бийге чакыруу», «Кыргызымдын сулуу кыздары», «Аман жар», «Сагындым жазды», «Кайбереним», «Ак гүлүм».
В 1995 году Апазу Жайнакову присвоено звание Заслуженный артист Кыргызстана.
В 2003 году Апазу Жайнакову присвоено звание Народный артист Кыргызстана
В 2006 году основал Баткенский областной музыкально-драматический театр и являлся его директором. После смерти Жайнакова, театру было присвоено имя артиста.
Автор музыки к гимнам Баткенской области и города Оша.
С 2006 года руководил Культурно-эстетическим центром имени Рысбая Абдыкадырова при Ошском государственном университете. В последний год жизни тяжело болел и практически не мог работать.
Похоронен в селе Ак-Сай Баткенского района.
В 2014 году именем Апаза Жайнакова названа улица в городе Баткене, на которой он жил.